# الشبرامه (لودر)

تعديل مصدري - تعديل

الشبرامة هي إحدى قرى عزلة زارة بمديرية لودر التابعة لمحافظة أبين، بلغ تعداد سكانها 626 نسمة حسب تعداد اليمن لعام 2004.